# شراب دسر

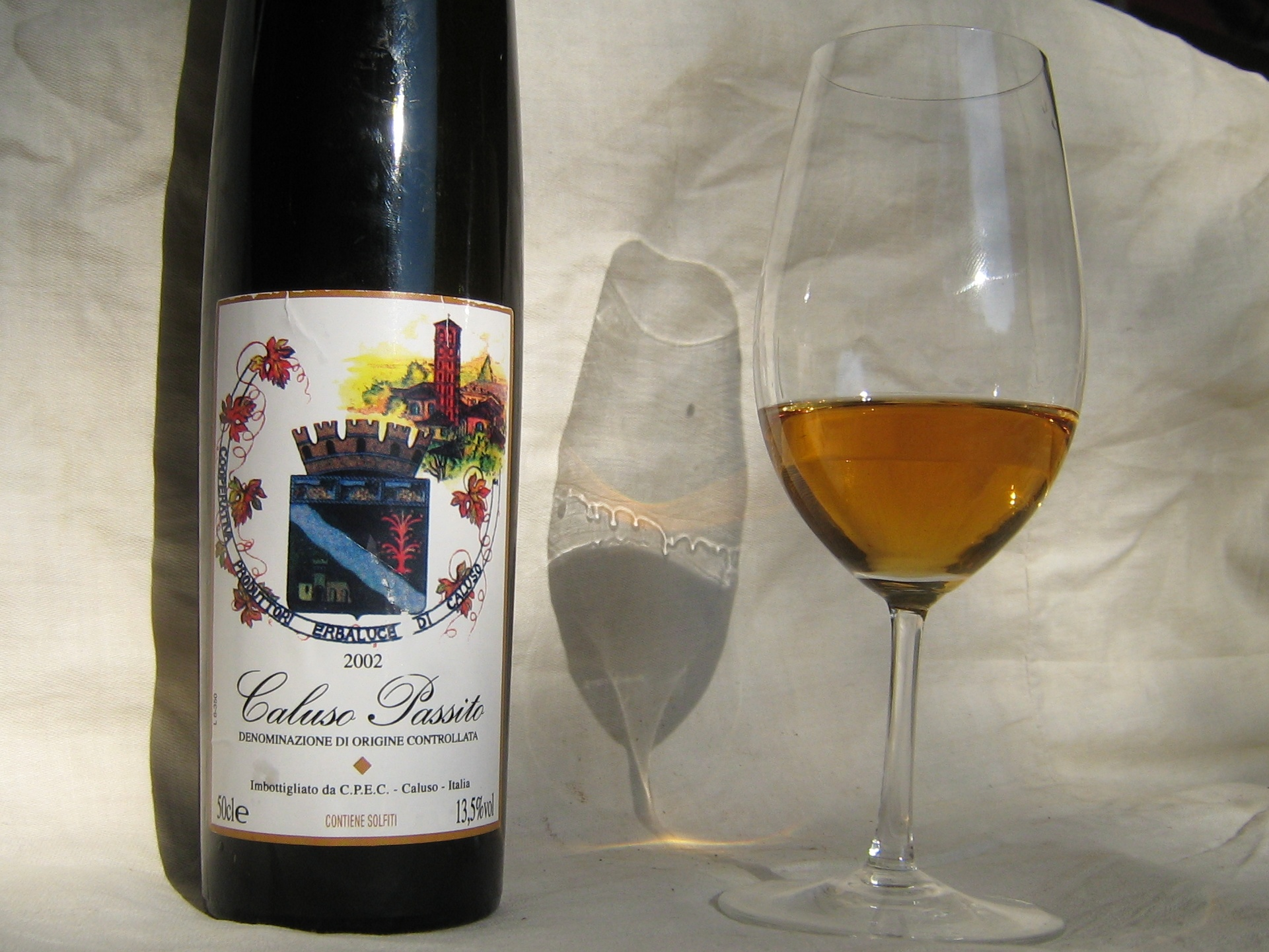
یک بطری شراب دسر

شراب دسر یا شراب پودینگ نوعی شراب است که معمولاً همراه دسر سرو می‌شوند. در آمریکا هر شرابی که بالای ۱۴٪ الکل داشته باشد اعم از شراب تقویت شده، شراب دسر تلقی می‌شود.